# Фликингер, Хейли
Хейли Фликингер (англ. Hali Flickinger; род. 7 июля 1994, Йорк, Пенсильвания) — американская пловчиха, чемпионка мира 2017 года, призёр чемпионата мира 2019 года и чемпионка летней Универсиады 2015 года. Участница летних Олимпийских игр 2016 года. Двукратный бронзовый призёр Олимпийских игр 2020 в Токио.

## Карьера
В Кванджу на летней Универсиаде в 2015 году Хейли завоевала две медали — золото в составе эстафеты 4 по 200 метров вольным стилем, а также личную бронзовую на дистанции 400 метров комплексным плаванием.
В 2016 году приняла участие в Олимпийском турнире в Рио-де-Жанейро. На дистанции 200 метров баттерфляем заняла итоговое 7-е место.
На чемпионате мира 2017 года в Будапеште приняла участие в эстафете 4 по 200 метров вольным стилем и стала чемпионкой мира.
На чемпионате мира 2019 года в корейском Кванджу завоевала серебряную медаль на дистанции 200 метров баттерфляем, уступив победительнице венгерской спортсменке Богларке Капаш 0,17 секунды.
На перенесённых из-за пандемии коронавируса с 2020 на 2021 год Летних Олимпийских играх завоевала бронзовую медаль в заплыве 400 метров комплексным стилем, став третьей после японской пловчихи Юи Охаси и уступив своей соотечественнице Александре Уолш.